# Серчист
Серчист — річка в Україні, у Тульчинському  районі Вінницької області, ліва притока Сільниці (басейн Південного Бугу).

## Опис
Довжина річки 5 км, площа басейну - 16 км². Формується з багатьох безіменних струмків та водойм.  

## Розташування
Бере  початок з водойми у селі Михайлівці (колишня назва  Михалевка (рос.). Тече переважно на південний схід і між селами Клебань й Гути впадає у річку Сільницю, праву притоку Південного Бугу за 20 км від її гирла.